# Montreuil-au-Houlme
Montreuil-au-Houlme é uma comuna francesa na região administrativa da Normandia, no departamento Orne. Estende-se por uma área de 8 km². Em 2010 a comuna tinha 136 habitantes (densidade: 17 hab./km²).